# Charles Weinstein
Pour les articles homonymes, voir Weinstein.
Charles Weinstein, né le 3 février 1933 à Nancy et mort le 26 janvier 2025 à Saint-Paul-en-Forêt,, est un professeur français, traducteur de russe.
Il est l'un des rares spécialistes mondiaux de la langue tchouktche.

## Biographie
Après des études de lettres à la Sorbonne, où il obtient une licence d'anglais, il a l'agrégation de russe en 1964. Enseignant au lycée François-Arago de Perpignan de 1964 à sa retraite en 1993, il traduit à partir de cette date plusieurs œuvres du poète russe Alexandre Pouchkine. 
Au cours des étés 1990, 1991 et 1992, il effectue ses premiers voyages chez les peuples de Sibérie orientale, Youkaguirs, Yakoutes, Évènes, Nanaïs, Tchouktches, et Yupiks (Esquimaux). De 1993 à 2002, il s'installe à Anadyr en Tchoukotka, où il étudie la culture, la littérature et la langue tchouktches. 
Avec l'aide de ses informateurs tchouktches, il a lu et traduit des centaines de mythes, contes, incantations proverbes, chants, récits, nouvelles.
Il a aussi réalisé le premier dictionnaire de la langue tchouktche, avec des traductions en russe, anglais et français.

## Travaux

### Traductions d'Alexandre Pouchkine
- Épigrammes, Éditions NRF, 1993
- Automne et autres poésies, Éditions NRF, 1994
- Poésies, Éditions Voix d'encre, 1997
- Le Cavalier de Bronze (poème), revue Europe, 1999
- Poésies diverses, Moscou, 1999
- Le Prisonnier du Caucase (poème), Revue Europe, mars 2005
- Eugène Onéguine, Éditions L'Harmattan, juillet 2010
- Choix de poésies ; Les Tsiganes (poème), Editions L'Harmattan, mai 2011

### Publications sur le grand nord
- Literatura de les nacionalitats soviètiques del Gran Nord. Textes du Nord soviétique traduits du russe en catalan, Editions El Trabucaïre, Barcelone, 1987
- Dossier youkaguire, dans Études Mongoles et Sibériennes, Université Paris-X, no 24, 1993
- Poésies du poète yakoute Vassili Bossiak, traduites du yakoute en russe par Vassili Bossiak et du russe en français par Charles Weinstein en collaboration avec Vassili Bossiak, Editions Yakoutskij pisatel, Yakoutsk, 1995
- Poésies de la poétesse nanaï Anna Hodjer, traduites du nanaï en russe par Anna Hodjer et du russe en français par Charles Weinstein en collaboration avec Anna Hodjer, Editions Voix d'Encre, 1996
- Le preux Sodani. Le preux Develtchen, Épopées orales évenks (traduites du russe), collection « L’aube des peuples », Editions Gallimard 2000

### Connaissance de la Tchoukotka
- Journal de Tchoukotka (1993-1998) : « Arctique Extrême. Les Tchoukches du détroit de Béring », Editions Autrement, 1999
- Extraits du Journal de Tchoukotka (1993-1998) traduits en russe et publiés dans « Вехи на Мысах» (Jalons sur les Caps), Recueil en l'honneur d'Aroutiunov, Musée de l'Orient, Moscou, 2012
- Lexique « Chamanisme et Rites » traduit en russe et publié dans « Вехи на Мысу » (« Jalons sur le Cap »). Recueil en l'honneur d’Aroutiunov, Musée de l'Orient, Moscou, 2012
- Extraits du Journal de Tchoukotka (1993-1998) dans Slovo no 39-40, revue du CREE (Institut National des Langues et Civilisations Orientales).
- Les Russes et la Tchoukotka, dans Slavica Occitania, Université de Toulouse, 1999 (en collaboration avec Zoia Weinstein-Tagryŋa).
- Découverte du monde des Lygoravetlat (Tchouktches) à travers la tradition orale, dans Slovo, Inalco, 2003
- La Tchoukotka : la terre et les hommes, Bulletin de la Société de Géographie de Toulouse no 285, 2005

### Traductions du tchouktche
- Poètes tchouktches, Éd. Voix d’Encre 1996
- Valentina Veqet, Peaux de phoque, roman, Éditions Autrement, 1999
- Omruvié, Éleveurs de rennes, roman, Éditions Autrement, 2000
- Omruvié, Le Couteau sur le bûcher mortuaire, nouvelle, Éditions Librio, 2001
- Récits et nouvelles du Grand Nord traduits du tchouktche, L’Harmattan, mai 2010
- Kymytvaal et Veqet, recueil Voix de Femmes, poésies, Éditions Turquoises, Paris, 2012
- Tradition Orale Tchouktche, quatre volumes : Tome 1 : Mythes. Rites. Incantations, Tome 2 : Récits de la vie d'autrefois, Tome 3 : Contes sur les animaux, Tome 4 : Récits guerriers, L'Harmattan, 2018

### Œuvres sur la langue tchoutkche
- Recueil Parlons Tchouktche : Essais de grammaire, exercices de prononciation, éléments de conversation, mythes, littérature contemporaine, lexiques, pour le lecteur de langue française, L'Harmattan, 2011
- Langue tchouktche : Exercices, mythes, extraits d’œuvres contemporaines (avec questions et réponses), données grammaticales, pour le lecteur de langue russe, Yakoutsk, 2013
- Éléments du fonctionnement de la langue tchouktche, L'Harmattan, 2023

### Lexicographie
- Dictionnaire tchouktche-français-anglais-russe avec phrases tchouktches et traductions en trois langues. Les mots tchouktches sont notés en caractères cyrilliques accompagnés d’une transcription en alphabet phonétique international. Première édition, Anadyr, 2015 et deuxième édition corrigée et complétée, 2019.